# 이탈리아 각료회의
이탈리아 장관회의(이탈리아어: del Consiglio dei Ministri 델 콘실리오 데 미니스트리[*],영어: Council of Ministers)은 이탈리아 정부의 중추 행정부 기관이다.

## 상세
이탈리아 장관회의 의장은 이탈리아의 총리가 역임하며, 그 아래 내각 장관들로 구성된다. 이탈리아 대통령은 총리를 임명하고 총리의 제안에 따라 내각을 구성하는 장관 후보자들을 임명한다. 이탈리아 장관회의 의장, 즉 이탈리아의 총리는 일반적으로 의회 선거에서 승리한 연합 여당 혹은 연합 여당의 지도자이다.

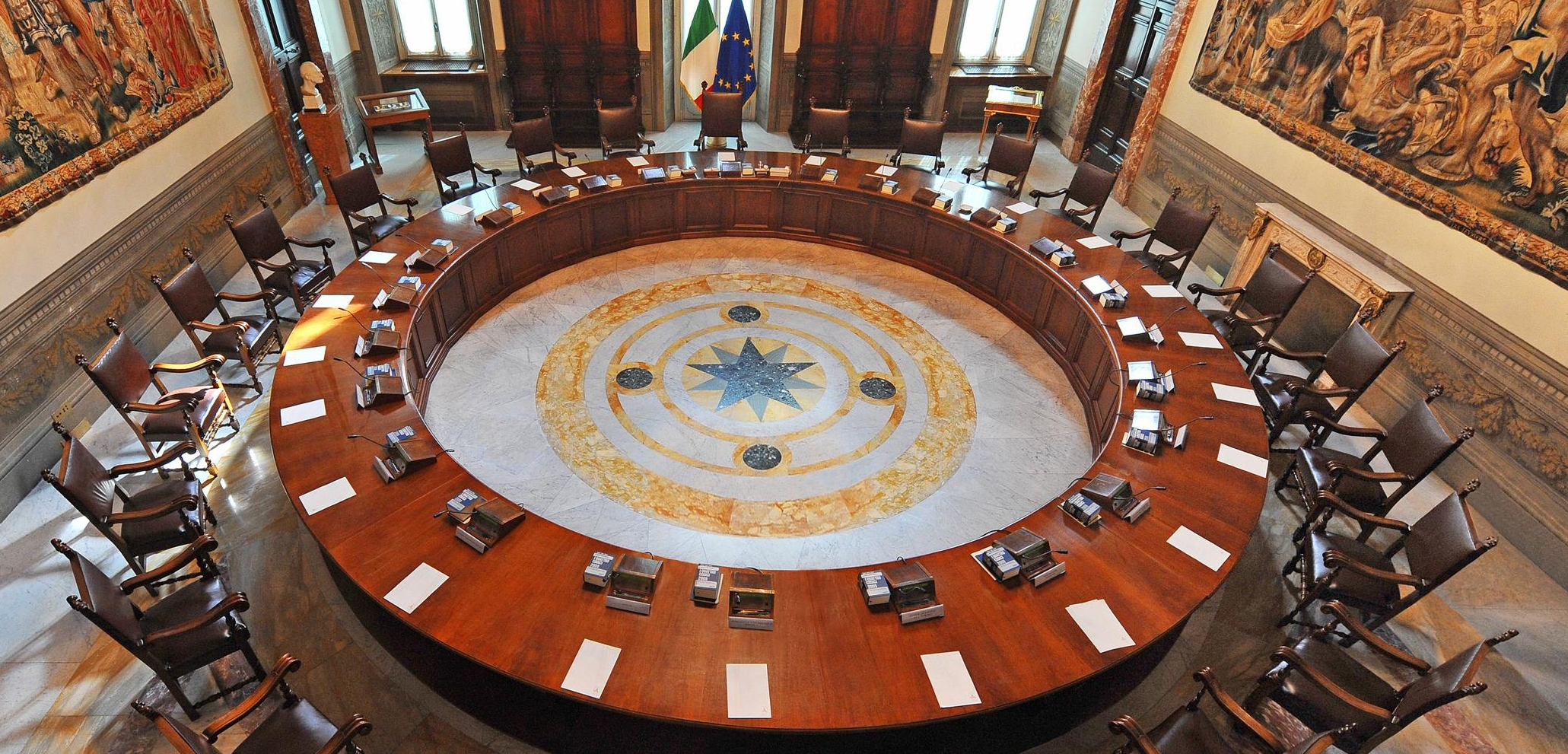
치기(Chigi) 궁의 장관회의 장소

이탈리아 장관회의는 이탈리아 중앙 행정 기관의 수장들이 모여 이뤄지며, 이탈리아 총리의 집무실인 치기 궁(Palazzo Chigi)에서 열린다.

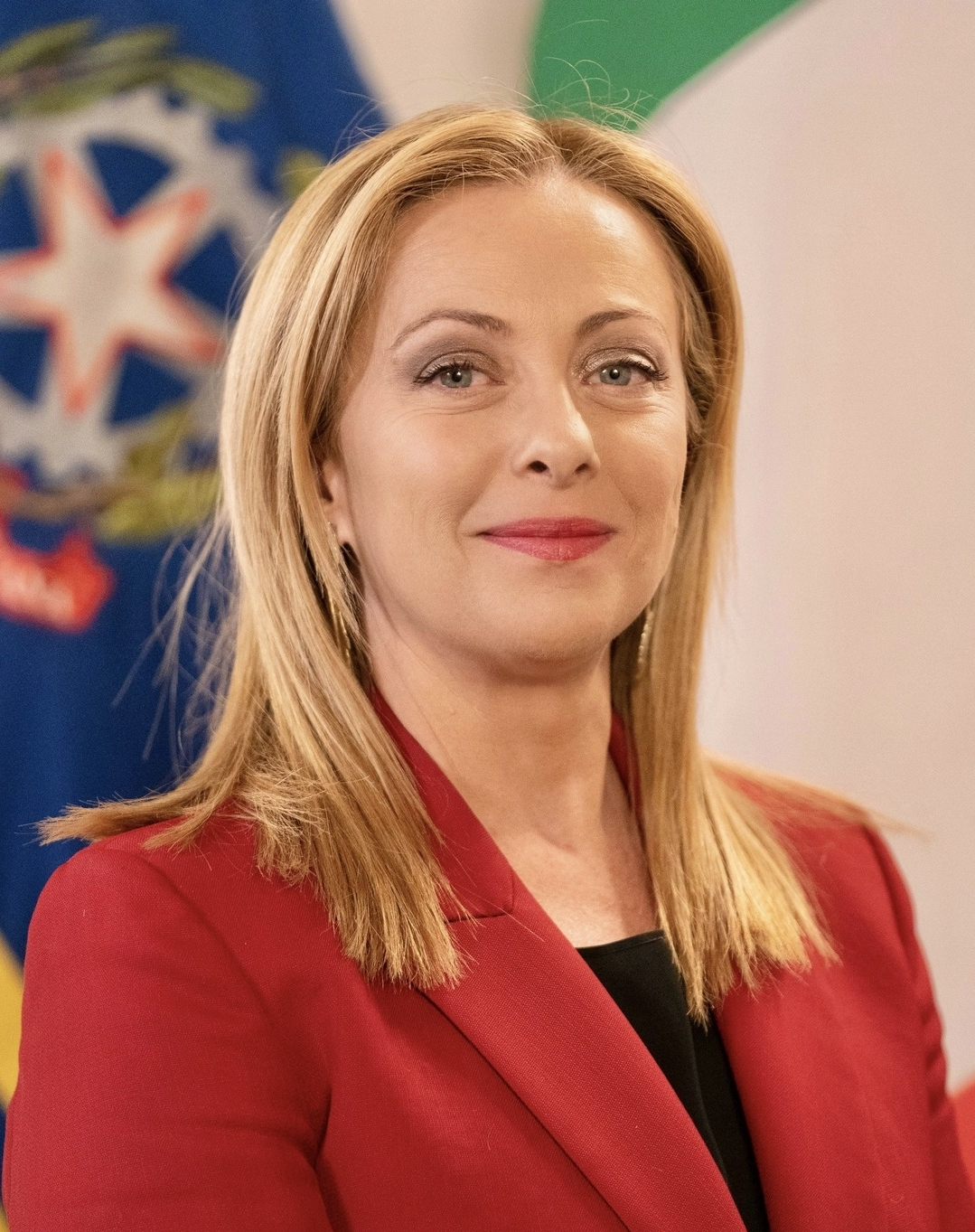
현 이탈리아 총리(장관회의 의장직 겸임) 조르자 멜로니

## 구성
- 장관회의 의장 (이탈리아 총리): 각료이사회 의장은 일반 정부 정책을 지도하고 궁극적으로 책임지고 정치적, 행정적 조치의 일관성을 보장한다.[3]
  - 장관회의 의장 아래 1명의 장관과 4명의 부장관을 갖는다.

- 직영 사무실[4]
- 중앙부처 및 자치총무[5]
- 테스크포스
- 그외 조직들